# Grupo del 24

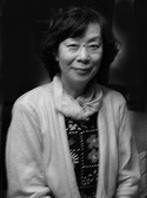
Moto Hagio, una de las principales artistas asociados al grupo del 24

Se conoce como grupo del 24 (24年組, 24nen-gumi) a una serie de dibujantes de shōjo manga que renovó esta demografía al incorporar nuevos temas y nuevos estilos gráficos a sus historias. Se llama así porque sus integrantes nacieron en o alrededor del año 24 del periodo Shōwa (1949).
Antes del grupo del 24, el shōjo manga trataba temas bastante suaves y las historias solían ser protagonizadas por niñas de escuela primaria. Con la llegada de esta corriente renovadora, la demografía empezaría a explorar otra clase de temas, como la ciencia ficción, el amor entre muchachos (lo que se conoce normalmente como shōnen-ai y yaoi), mujeres-gatas, vampiros, etc. Las historias también empiezan a ambientarse en lugares lejanos tanto en el espacio como en el tiempo (la Francia de la revolución, por ejemplo). Con todo lo anterior, estas dibujantes pretendían exteriorizar conflictos y emociones íntimos. 

## Representantes del grupo del 24
- Mōto Hagio
- Riyoko Ikeda
- Keiko Takemiya
- Yumiko Ōshima
- Ryōko Yamagishi
- Yasuko Aoike
- Moto Hagio
- Toshie Kihara
- Minori Kimura
- Nanae Sasaya
- Mineko Yamada